# Andreas Isaksson
Andreas Isaksson (suedeză: anˈdreːas ˈɪːsaksɔn) (n. 3 octombrie 1981, Smygehamn) este un fotbalist suedez care joacă pe postul de portar la clubul turc Kasımpașa și pentru echipa națională a Suediei.

## Carieră
Născut în Smygehamn, Isaksson și-a început cariera la echipa Trelleborg, unde a jucat două sezoane, în 1998 și 1999. El a devenit cunoscut ca un portar de mare perspectivă și, astfel, a fost cumpărat de către clubul italian Juventus în 1999, dar cu colegul său olandez Edwin van der Sar în echipă, Isaksson nu a jucat pentru prima echipă la Torino.
În 2001, el a semnat cu echipa suedeză Djurgården, pentru a juca din nou constant. În primele sale două sezoane, în 2002 și 2003, Djurgården a câștigat două titluri în Suedia, precum și cupa în 2002. El a fost votat drept cel mai bun portar suedez timp de patru ani consecutiv, 2002 - 2005.
În iulie 2004, a semnat cu clubul francez Rennes, unde a devenit portarul titular. Fostul coleg de la Djurgården , Kim Källström, de asemenea, a jucat la acest club. În timpul său la Rennes, Isaksson a atras atenția multor cluburi din Europa pentru capacitatea lui uimitoare de a apăra.
După o impresionantă Cupa Mondială din 2006, a fost cumpărat cu 2 milioane de lire sterline de Manchester City din Premier League la 15 august 2006. El a fost de așteptat să îl înlocuiască pe David James ,portarul titular, din cauza unei leziuni la genunchi și gleznă . El a debutat pe 9 decembrie 2006, când l-a înlocuit pe Weaver într-un meci Manchester United
- Manchester City. După al doilea meci pentru City la 14 martie 2007, el a jucat toate cele zece partide rămase din 2006-07, menținându-și patru meciuri fără gol, și apărarea unei lovituri de penalty executată de Jermain Defoe în ultima zi a sezonului.
Isaksson a jucat în majoritatea meciurilor de pregătire ale lui Manchester City din Suedia și Belgia, dar după ce și-a fracturat un deget mare într-un meci, el nu a jucat pentru City în primele două luni ale sezonului 2007-2008,din cauza unei accidentări la genunchiul drept după aceea l-a ținut departe de terenul de fotbal. Isaksson a debutat în Cupa Carling la 31 octombrie 2007.
Manchester City a confirmat că ar fi dispus să îl vândă pe Isaksson la sfârșitul sezonului. Chelsea și Galatasaray s-au arătat interesate de Isaksson. După săptămâni de speculații despre transfer, Isaksson a semnat pentru echipa olandeză PSV care era campioană, prin urmare,  îi permitea să joace în Champions League .El a preluat tricoul cu numărul 1 de la Gomes Heurelho care s-a transferat la Tottenham Hotspur.

## Carieră internațională
În timp ce juca la Djurgården, Issaksson a stabilit a doua alegere după Magnus Hedman pentru echipa Suediei și debutează cu Elveția în martie 2002. O accidentare a lui Hedman i-a permis lui Issaksson să joace pentru Suedia în mod regulat.
Isaksson a rămas portarul titular pentru echipa națională începând cu Euro 2004, având trei apariții în Cupa Mondială 2006 din Germania. O accidentare l-a împiedicat să joace în mai multe jocuri. Până în iulie 2006, el a adunat 42 de jocuri pentru țara sa.
Isaksson a fost selectat pentru Euro 2008 în echipa Suediei, și a apărut în toate cele trei jocuri din grupa Suediei. El nu a luat gol în primul meci al Suediei împotriva Greciei, care sa încheiat 2-0, dar Suedia nu au putut să ajungă în sferturile de finală.

## Meciuri pe sezon
- 2011-2012: 23
- 2010-2011: 34
- 2009-2010: 34
- 2008-2009: 33
- 2007-2008: 5
- 2006-2007: 14
- 2005-2006: 26
- 2004-2005: 38
- 2004-2004: 7
- 2003-2003: 26
- 2002-2002: 20
- 2001-2001: 22
- 2000-2001: 0
- 1999-2000: 0
- 1999-1999: 11